# Circuito neuronal
Una red neuronal biológica, circuito neuronal o red nerviosa es un conjunto de conexiones sinápticas ordenadas, que se produce como resultado de la unión de unas neuronas a otras en sus regiones correspondientes, tras la migración neuronal. 
El crecimiento dirigido de los axones y el reconocimiento de las estructuras sinápticas está mediado por el cono de crecimiento, que es una especialización en el extremo de cada axón en crecimiento.

## Búsqueda de las rutas
Durante la búsqueda de rutas para formar una red, los conos de crecimiento de las neuritas están expuestos dentro de la matriz extracelular simultáneamente a varias proteínas de señalización. La orientación final del axón se basa en: el repertorio espacio-temporal de receptores de orientación que están en la superficie y en el cálculo de sus vías de señalización aguas abajo.

### Cono de crecimiento axónico
Los conos de crecimiento (GC en inglés), son estructuras móviles que exploran el ambiente extracelular, determinan la dirección del crecimiento y luego guían la extensión del axón en esa dirección. 
Este cono GC detecta y responde a moléculas de señalización que pueden ser de retraimiento, giro o continuación, que identifican las vías correctas, prohíben las incorrectas y facilitan la formación de  sinapsis y circuitos.

Los GC tienen tres partes principales:
- Un dominio central (dominio-C), rico en microtúbulos, mitocondrias y otros orgánulos.
- Un dominio de transición (dominio-T).
- Un dominio periférico (dominio-P) del que salen los filopodios, prolongaciones finas en la expansión terminal del extremo axónico, que se forman y desaparecen rápidamente y entre los cuales se encuentran los lamelipodios, que son expansiones laminares.

Los microtúbulos del (dominio-C) se extienden a lo largo del axón hasta el cuerpo (soma neuronal.
Los filamentos de actina del (dominio-P) se encuentran en alta concentración en los filopodios, con sus extremos de crecimiento rápido dirigidos hacia la punta.
Para el avance se requiere que el citoesqueleto se una a una superficie permisiva (superficie adecuada para la adhesión). Las proteínas que proporcionan un sustrato permisivo son moléculas de la matriz celular (laminina-1, cadherinas y fibronectina), y son secretadas por las células vecinas, permaneciendo en la matriz extracelular sin difundir. Este sustrato se une a unos receptores de la superficie celular (integrinas y cadherinas de nuevo), que además están unidos al citoesqueleto. La despolimerización al final del cono axónico hace que se retraiga desde la parte de atrás. También se desplazan microtúbulos hacia la nueva zona, creando así un nuevo segmento axónico. El cono de crecimiento se desintegra si no ocurre adhesión o no se inicia la polimerización de actina.
Cuando los conos de crecimiento se mueven a lo largo de una vía establecida por otros axones, tienden a adoptar una forma simple; mientras que si son los primeros en una dirección nueva o alcanzan una región donde deben elegir la dirección que tomar, la estructura de su cono de crecimiento se aplana y extiende filopodios, lo que sugiere una búsqueda de señales apropiadas para dirigir el crecimiento.
Los receptores de señales suelen ser el primer eslabón de una cadena de segundos mensajeros intracelulares, que organizan el citoesqueleto y regulan la dirección y velocidad de avance del cono axónico.
El segundo mensajero más importante es el calcio. Cuando un receptor se activa, suele acarrear cambios en la composición del calcio en ambas direcciones, afectando al citoesqueleto y su capacidad motora. Es probable que la base del cambio de dirección del cono axónico sea la activación local de un grupo de filopodios, que daría lugar a un gradiente de concentración de calcio que variaría la dirección de crecimiento del citoesqueleto.
Otros segundo mensajero importantes son los nucleótidos cíclicos, que regulan la actividad de una gran rango de proteinquinasas, proteinfosfatasas y GTPasas de la familia Rho. Estas señales se integran en el cono de crecimiento para guiar al axón en una dirección concreta.

## Desarrollo de mapas topográficos
Una vez que los axones alcanzan sus dianas, deben seleccionar las células apropiadas para formar conexiones sinápticas. Muchas proyecciones axonales en el cerebro establecen una distribución ordenada de conexiones en su campo diana. Esto se llama mapa topográfico.
Esos mapas están dispuestos de forma que el orden espacial en las células de origen está reflejado en el orden espacial de las terminaciones de los axones, así, las células vecinas proyectan a partes vecinas para formar un mapa continuo. Las proyecciones topográficas son especialmente evidentes en los sistemas sensoriales, como el somatosensorial y el visual.
En el sistema somatosensorial el mapa de los receptores se repite a varios niveles a lo largo del eje encéfalo-médula espinal y en el caso del visual este mapa está representado varias veces en el cerebro, inicialmente por proyecciones retinianas al tálamo dorsal y cerebro medio, y después por otras proyecciones de orden superior. Este mapeo preciso requiere el mantenimiento del orden espacial de los axones de las células ganglionares retinianas (RGCs) en su diana con un patrón que refleje sus orígenes en la retina.
Se han descubierto moléculas de guía para los mapas topográficos. 
Véase la hipótesis de quimioafinidad

## Interacciones tróficas

### Concepto y contexto
Cuando se han establecido los contactos sinápticos, las neuronas pasan a depender en cierto grado de la presencia de sus dianas para sobrevivir y seguir diferenciándose. En ausencia de dianas sinápticas, los axones y las dendritas de las neuronas en desarrollo se atrofian y las células nerviosas pueden morir. 
Interacción trófica es la dependencia prolongada entre las neuronas y sus dianas. Esta dependencia se basa en moléculas señal específicas llamadas factores neurotróficos. Estos se originan en los tejidos diana y regulan la supervivencia neuronal, el crecimiento y la diferenciación ulteriores. 

### Formación de sinapsis selectivas
La formación de sinapsis se basa en quimioafinidades diferenciales de los elementos presinápticos y postsinápticos. El lugar donde se forma una sinapsis sobre la célula diana está controlado por un conjunto de moléculas. 
Por ejemplo, se prefieren las conexiones sinápticas a las células ganglionares efectuadas por las neuronas preganglionares de un nivel medular particular, pero no se excluyen los contactos sinápticos desde neuronas de otros niveles.  
Cuando prosigue la sinaptogénesis, las neuronas y sus blancos en el SNC y el SNP parecen estar asociados según un sistema continuamente variable de preferencias.[cita requerida]

### Tamaño final de las poblaciones neuronales
Hay que equiparar con precisión la cantidad de neuronas en poblaciones particulares con el tamaño de sus dianas. La estrategia general es producir un exceso inicial de células nerviosas. La población final se establece por la degeneración de las neuronas que no interaccionan con sus supuestos blancos. 
Todo esto está mediado por factores tróficos: las neuronas con privación trófica degeneran y mueren por apoptosis.E R M

### Formación de conexiones neurales
Las interacciones tróficas modulan la formación de conexiones sinápticas tras la sinaptogénesis. Hay que asegurar que cada célula diana está inervada por la cantidad adecuada de axones, y que cada axón inerve la cantidad adecuada de células diana.
El patrón de conexiones sinápticas que surge en el adulto no es consecuencia de las parejas sinápticas o de otras reglas determinadas durante el desarrollo. El plan de instalación de axones en la madurez es resultado de un proceso flexible donde se forman conexiones neuronales o son eliminadas según las circunstancias locales. Tras el desarrollo, las interacciones tróficas garantizan que todas las células diana estén inervadas por la cantidad correcta de aferencias y de sinapsis, y que todos los axones de inervación hagan contacto con la cantidad correcta de células diana con una cantidad adecuada de terminaciones sinápticas. 

### Paradigma molecular

#### Neurotrofinas
Son factores tróficos, moléculas señalizadoras con dos funciones principales:
- La supervivencia de un subgrupo de neuronas de una población considerablemente más grande.
- La formación de la cantidad apropiada de conexiones.

Estas funciones se llevan a cabo mediante una serie de reglas que componen la hipótesis neurotrófica:
- Las neuronas dependen de la disponibilidad de alguna cantidad mínima de factor trófico para su supervivencia y luego para la persistencia de sus conexiones diana.
- Los tejidos diana sintetizan y ponen a disposición de las neuronas en desarrollo los factores tróficos apropiados.
- Las dianas producen factores tróficos en cantidades limitadas. En consecuencia, la supervivencia de neuronas en desarrollo depende de la competencia neuronal por el factor disponible.

Una molécula muy estudiada que pertenece a la familia de las neurotrofinas es el factor de crecimiento nervioso, NGF. Las neuronas sensibles a este factor trófico tienen receptor para NGF. Esta molécula nunca actúa como molécula quimiotrópica, dado que su mensaje solo aparece después de que los axones en crecimiento han alcanzado sus blancos. En la actualidad hay tres miembros caracterizados de la familia de las neurotrofinas: factor neurotrófico derivado del cerebro (BDNF), NT-3 y NT-4/5.[cita requerida]

#### Receptores de neurotrofinas
Las neurotrofinas son altamente homólogas en la secuencia de aminoácidos y, en estructura, son muy diferentes en sus especificidad. Las acciones selectivas surgen de una familia de proteínas receptoras: Trk. TrkA es receptor de NGF, TrkB de BDNF y TrkC de NT-3.
Las neurotrofinas y los receptores Trk son expresados solo en ciertos tipos celulares en el sistema nervioso. Así, la fijación entre ligando y receptor explica la especificidad de las interacciones neurotróficas.[cita requerida]
La estructura y la activación de los receptores Trk se asemeja a aquellas de los receptores de factores de crecimiento no neuronales. Esto implica que la activación de receptores Trk por las neurotrofinas, probablemente, conduce a una cascada de señalización intracelular que, al final, producen cambios en el patrón de expresión genética en las neuronas diana, provocando todas las manifestaciones de las interacciones tróficas.

#### Acción de las moléculas tróficas
NGF modula el crecimiento de las ramas neuronales: las neuritas se extienden o se retraen en función de la concentración local de NGF. Así, la proliferación de neuritas puede ser controlada localmente por medio de estímulos tróficos. Lo que sucede en el establecimiento de conexiones sinápticas en el desarrollo normal es que algunas ramas de una neurona se extienden mientras otras se retraen.

#### Esquema de acción de las moléculas tróficas
Las dianas neuronales producen moléculas tróficas en cantidades limitadas. En la vida embrionaria y postnatal temprana la supervivencia de las neuronas inervadoras depende de la exposición a una cantidad crítica de estos agentes. Las neuronas sensibles a una misma molécula trófica compiten entre sí, y la que cae en la competición, muere. 
Tras el establecimiento de las poblaciones neuronales definitivas, se establece una dependencia trófica continua en el crecimiento y la retracción de las prolongaciones neuronales. En la vida postnatal, esta dependencia es evidente en el crecimiento y la reorganización continuos de las conexiones iniciales.[cita requerida]
Las conexiones neuronales efectuadas por un número fijo de células nerviosas siguen ajustándose por arborización y retracción a medida que las dianas cambian de tamaño, forma y función, y durante un periodo prolongado de maduración.
Además de mediar ajustes compensatorios requeridos por el crecimiento, la competencia por moléculas tróficas permite a las ramas neuronales y sus conexiones cambiar en respuesta a otras circunstancias diferentes que incluyen lesión y patrones alterados de actividad neural asociados con la experiencia.

## Ejemplos de vías axónicas

### Axón retiniano
El axón abandona la retina avanzando a través de la lámina basal de la retina y el pie terminal de las célula gliales; cuando llegan a la zona central de la retina, crecen conducidos por una señales de atracción hacia el nervio óptico, al que siguen hacia el encéfalo. Los primeros axones (los pioneros, que conformaron el nervio óptico) se guiaron por el tallo óptico hacia el diencéfalo, del cual procede. Los axones que les sigan solo tienen que seguir el nervio óptico ya formado.
La primera decisión importante que toman los axones es cuando llegan al quiasma óptico (punto en el que deben elegir a qué hemisferio dirigirse). Generalmente la mayoría de los axones procedentes de la zona nasal del ojo (la zona que da a la nariz) cruzan el quiasma y se dirigen al hemisferio opuesto, mientras que la mayoría de los axones temporales (de la parte del ojo que da a las sienes) giran antes de llegar al quiasma y se mantienen en el mismo hemisferio.[cita requerida]
Luego cabe pensar que en el quiasma hay una serie de señales químicas que incitan a los diferentes tipos de axones tomar un camino y otro (es decir, las mismas señales pueden afectar de forma distinta a los distintos tipos de neuronas). Después, los nervios se vuelven a reunir formando las cintillas ópticas, que continúa hasta el techo óptico. Sin embargo, algunos grupos de neuronas abandonan antes la cintilla para dirigirse a otro objetivo. En el caso de los humanos, la mayoría de los axones se van al núcleo geniculado externo, mientras que otros van al tubérculo cuadrigémino, tubérculo pulvinar y núcleos pretectales.
Para ello los axones deben abandonar la cintilla en un lugar determinado, y penetrar en su órgano diana, y luego, dentro de este, se dirigen a la subregión correspondiente. Cuando alcanzan ese sitio, los axones aún no han establecido su sinapsis, así que aún les queda la última etapa de su viaje.
En este ejemplo, los axones profundizan en el neuropilo tectal, sirviéndose de “andamio” de las células gliales radiales, que, como su nombre indica, abarca todo el radio del techo óptico. Sin embargo, el nuevo axón solo ocupará una de las capas (o subregiones), lo que indica que hay señales dentro de era región del cerebro que le indica al axón dónde pararse y si forma o no un árbol axónico.[cita requerida]
El tamaño y forma del árbol axónico (número y distribución de sinapsis) está determinado por las interacciones con su la “neurona diana” y por los patrones de actividad que detecta en la zona en la que se sitúa el axón. En algunos casos algunos axones parece que ha seguido un camino equivocado, más tarde corregido: otro detalle que habla a favor de que los axones se guían por señales posicionales.

### Axón muscular
Los axones motores abandonan la médula espinal en toda su longitud, y se unen en las raíces ventrales segmentarias, y se reordenan en los plexos (red formada por fibras nerviosas), de forma que los nervios ventrales y los dorsales ya están separados al principio de la extremidad a la que inerven.
	Después los axones avanzarán siguiendo a los grandes nervios de esa extremidad, evitando contactar con la piel y los cartílagos. Conforme se avanza a lo largo del nervio, se separan los axones destinados a inervar un músculo concreto, y dentro de él, se separan los axones del nervio muscular para inervar cada uno sus fibras musculares correspondientes.